# Oost Gelre
Oost Gelre est une commune des Pays-Bas situé dans la province de Gueldre.
Cette commune relativement récente est née de la fusion des anciennes communes de Groenlo et Lichtenvoorde qui a eu lieu le 1er janvier 2005. En 2006, elle a été renomemée en Oost Gelre.